# La Chorrera (Colombia)
La Chorrera è un distretto dipartimentale della Colombia facente parte del dipartimento di Amazonas.